# Индо-португальский стиль в архитектуре Гоа

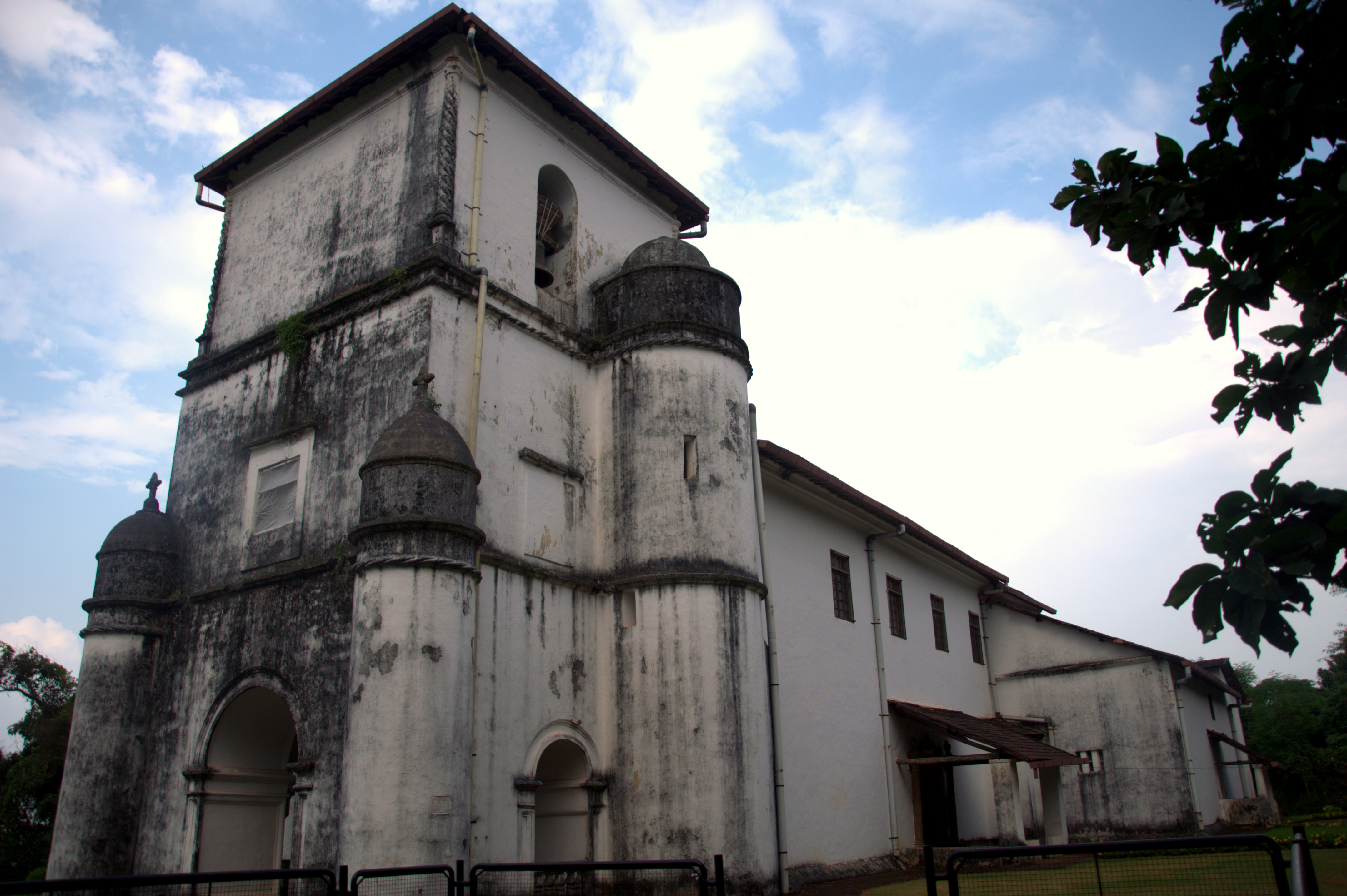
Храм Девы Марии Разарии в Гоа

Индо-португальский стиль — стиль в архитектуре Гоа, сформировавшийся во время португальской экспансии (1510—1961) как слияние классических европейских моделей, традиционно индийских материалов и техник.

## Формирование индо-португальской архитектуры
Начало Португальской Индии возводят к 1505 году, когда первый вице-король дон Франсиско де Алмейда прибыл в город Кочин. Португальская экспансия в Индии фактически начинается со взятия Гоа адмиралом Афонсу ди Албукерки 25 ноября 1510, который изначально обосновался в месте, известном как Старый Гоа (порт. Velha Goa). В 1843 из-за эпидемий и нездорового климата португальское правительство официально перенесли резиденцию вице-короля в Новый Гоа, в нынешнюю столицу Панаджи. Штат Гоа в течение 450 лет был центром Португальского Государства Индии (порт. Estado Português da Índia). В XVII веке Старый Гоа называли «Золотым Гоа», «Лиссабоном Востока», «Восточным Римом».
Выделяют три класса предметов лузо-азиатского искусства на основании фактора их изготовления: 1) индийскими мастерами по местным традициям, но с сюжетами, заимствованными у португальцев; 2) азиатскими мастерами на португальской территории, то есть вне своей социальной среды и кастовой принадлежности; 3) португальцами по восточным прообразам.

## Военная архитектура
Первая португальская деревянная крепость в Индии была построена в г. Кочине в 1503 г., в 1505 г. её заменили каменной. Изначально малые укрепления воздвигались для защиты товарных складов и других зданий. Впоследствии началось строительство других крепостей в стратегических местах, главным образом в устьях рек для наблюдения и охраны судов. До 1540-х годов португальские мастера сооружали конструкции, которые представляли собой сплав средневекового замка и современных крепостей с валами. Расцвет военной архитектуры в Португальской Индии приходится на правление короля Филиппа I (середина — конец XVI века).
Различаются три типа военных укреплений того времени:
- форты и крепости, построенные рядом с поселениями для защиты территории;
- небольшие, изолированные форты для защиты стратегических мест, обычно располагавшиеся на побережье;
- широкие крепости, полностью окружавшие поселение или город;

Военные укрепления воздвигались преимущественно на холмах для парирования вражеских атак. Стены фортов традиционно были невысокими из-за недостатка строительного материала в Гоа, но крепкими и массивными для противостояния ударам вражеской артиллерии. Стены крепостей соединялись цилиндрическими башнями, на которых располагались чугунные пушки. Общее число пушек всех фортов того времени насчитывало около 1200 экземпляров. Вокруг крепости рылся ров, что способствовало увеличению высоты стен сооружения и снижению риска от нападения неприятеля.
С закатом португальской власти в XIX веке стратегическое значение фортов исчезает. Военные укрепления начали использовать как темницы для борцов за свободу Гоа, а в начале XX века большинство было покинуто. Большинство крепостей остались без стен и зданий, их разбирали — строительный материал понадобился для возведения поселений. Лишь несколько фортов используется до сих пор (такие как Тираколь, форт Агуада, форт Кабо Раджа Бхаван). Уцелевшие крепости стали объектами туристических маршрутов (Форт Кабо де Рама, Форт Чапора)

## Гражданская архитектура
Построенные португальцами города имели регулярную планировку. Центр находился на севере, вокруг него строились административные здания, образовывающие площадь. В свою очередь площадь — традиционное место для рынка. Улицы пересекались под прямым углом, делались широкие тротуары. К западу от площади образовывалась зона, где проживали зажиточные португальцы. В отдельных кварталах пристанище себе находили представители нехристианской конфессии: мусульмане и индусы. Вокруг города возводили каменную стену. За стеной по периметру бедное население проживало в хижинах.
Для индо-портульского дома характерно использование местных материалов и растительных натуральных компонентов, переплетение европейских и индийских мотивов в резных изделиях из дерева и слоновой кости в декоре. Многоэтажные дома с белоснежными стенами и красными черепичными крышами возводились из необожженного кирпича и камня-латерита, базальт и гранит везли из Бассейна. Черепицу доставляли из штата Карнатака, побелка в Гоа делалась из устричных раковин, растертых в порошок.
В Португальской Индии бытовали три разные архитектурные модели жилища — португальских колонистов, индусов и индийцев-христиан
Вдоль берегов реки Мандови возводились усадьбы с пышными интерьерами. Эти участки были пожалованы португальцам — дворянам и брахманам. Виллы окружались садами в цветах бугенвилии, как это принято в Португалии. Поколения старых семей жили в домах, заполненных мебелью из розового дерева работы местных ремесленников, позолоченными карнизами, зеркалами, канделябрами в стиле рококо, а также живописными портретами владельцев.
Португальцы привнесли в гоанский дом такие элементы как свинцовые трубы для канализации, застекленные окна, использование железных гвоздей. Окна и двери делались из дерева или бумаги, а стекло применяли для декора. В эпоху средневековья стекло было дорогостоящим материалом, в XIX веке окна многих домов в Гоа делались из кусочков полупрозрачных устричных раковин. Стеклянные окна в Индии известны под португальским названием «janela (порт. окно)» .
Португальские дворцы имеют строгие, простые формы. Дворцы строились объемными и массивными, но мало освещенными и с минимальным количеством декоративных элементов. Единственным украшением служил вход, представлявший собой лестницу с портиком.
Жилые дома колонизаторов традиционно создавались из основного корпуса в 1-2 этажа с добавлением пристроек, которые образовывали внутренний двор. Дома сооружались массивными с мощным фасадом. Чаще всего фасад был с декором, венчают дом высокие черепичные крыши. Вход архитекторы сооружали в виде портика с колоннами. Внутри дома колоннами отделялись особые части пространства, галереи и веранды выходили в сад и внутренний дворик. Потолки сооружались с системой балок, подобной корабельной (как в галеонах и каравеллах). Система карнизов защищала дом от тропических ливней. Миниатюрные неглубокие балконы, выступающие из окон верхнего этажа, сооружались в точности как в Португалии, но балюстрады и перила покрывались сложно декорированной решеткой из крепкой древесины или мягкой ковкой стали для защиты от прибрежного климата. Следуя индийской традиции, дома ставили на каменных платформах, что защищало их от затопления и корней растений. Элементы, такие как перекрестная вентиляция, веранды и балкончики, орнаментированные окна, а также высокие потолки, внутренний двор, обеспечивающий доступ света и движение воздуха в комнатах, являются типичными особенностями португальских домов в Гоа.
Индийский дом традиционно имел глухой фасад и строился в форме прямоугольника, где внутренние помещения крыльев дома выходили к внутреннему дворику. Галерея с колоннами отделяла пространство, занятое домашним алтарем, кухней и местом для ритуальной еды. Это помещение всегда выделяется в структуре индо-португальского дома и отличается пропорциями: длина зала в три раза превосходит ширину; участники ритуальной трапезы садятся в линию. В домах также располагался специальный зал для приемов по особым случаям, например для свадеб. Он размещался на втором этаже, максимально дальше от зоны домашней жизни.
Дома индийцев-католиков имели такое же строение как и индусов. В больших домах также имеются пристройки и помещения для гостей. Отличительная черта — семейная часовня с барочным интерьером. Вход в часовню располагается во внутреннем дворике.
За фасадами индо-португальских домов нередко сохранялась индуистская структура помещения. Кастовая система управляла и домашней жизнью индусов. Интерьер жилища низкокастовых индусов и бедных христиан схож. Особенность их домов — развернутость торцом к колодцу или туалету. Традиционно кухня размещалась в задней, восточной части дома, балкон и веранда — в западной.

## Религиозная архитектура
Первыми на территорию Гоа прибыли францисканцы в 1517 г., и подобно им другие ордена, такие как кармелиты, августинцы, доминиканцы и иезуиты положили начало строительству церквей, монастырей и часовней. Большинство сохранившихся до наших дней церквей на территории Старого Гоа, построенных в XVI веке, стилистически относятся к периодам позднего Возрождения и барокко.
Все церкви в Старом Гоа построены полностью или преимущественного из красного латерита. Базальт, привезенный из Бассейна, использовался в создании пилястр и колонн, обрамлявших фасады. Латерит, будучи не таким твердым и прочным как базальт, покрывался известковой штукатуркой для защиты от погодных условий. Несмотря на то, что церкви принадлежали к разным монашеских орденам, планы расположения колоколен, алтарей, места церковного хора, ризницы и других компонентов были примерно одинаковыми, отличались только размерами. Традиционно здания строились продолговатыми, кроме Базилики Бом Хесус, которая крестообразная в плане. Однако иллюзия крестообразной формы внутри создавалась и в других церквях.
Гоанские церкви были смоделированы по европейским образцам, модели приходилось изменять из-за климата, доступности материалов, мастерства ремесленников. Из-за сильных муссонов в Гоа, от аркад и больших ворот старались отказаться. Вместо этих элементов прибегали к использованию деревянных досок, для уменьшения размера входа. Известковая штукатура была необходима, чтобы защитить конструкции из латерита и поддерживать здание. Во время сильных муссонов возникала вероятность резкого ухудшения состояния сооружения. Из-за тяжелых погодных условий колледж Св. Павла и церковь Св. Августина оказались в руинах.
Архитекторами всех церквей и монастырей были иностранцы, но мастеров набирали из местного населения. Это проявляется в цветочном декоре на внутренних стенах, особенно в церкви Святого Франциска Ассизского. В церкви Богоматери Розария находится кенотаф, украшенный замысловатой резьбой, по одну сторону от главного алтаря, явное влияние биджапурского стиля. Он также напоминает надгробия Гуджарата.
Базилика Бом Хесус - единственный в Гоа собор, фасад которого не покрыт лепниной. В соборе находятся нетленные мощи святого покровителя Гоа Франсиска Ксаверия. Серебряная рака в итальянско-индийском стиле с мощами святого увенчана крестом с двумя ангелами. Внутри Собора деревянная кафедра с резными фигурами Иисуса и Евангелистов. В 1946 году Папа Пий XII даровал Собору (первому в Южной Азии) статус Малой Базилики. Строительство шло 10 лет и было завершено флорентийским скульптором Джованни Фоджини в 1698 году.
| Базилика Бом Хесус                                  |
| --------------------------------------------------- |
| - вид сбоку - фасад - интерьер - мощи Св. Франциска |

Собор Богоматери возведен в 1526 г. на Святой горе Альфонсо де Альбукерке. Это одна из первых церквей в Гоа в силе мануэлино, с простым алтарем, украшенным цветочными корзинами.

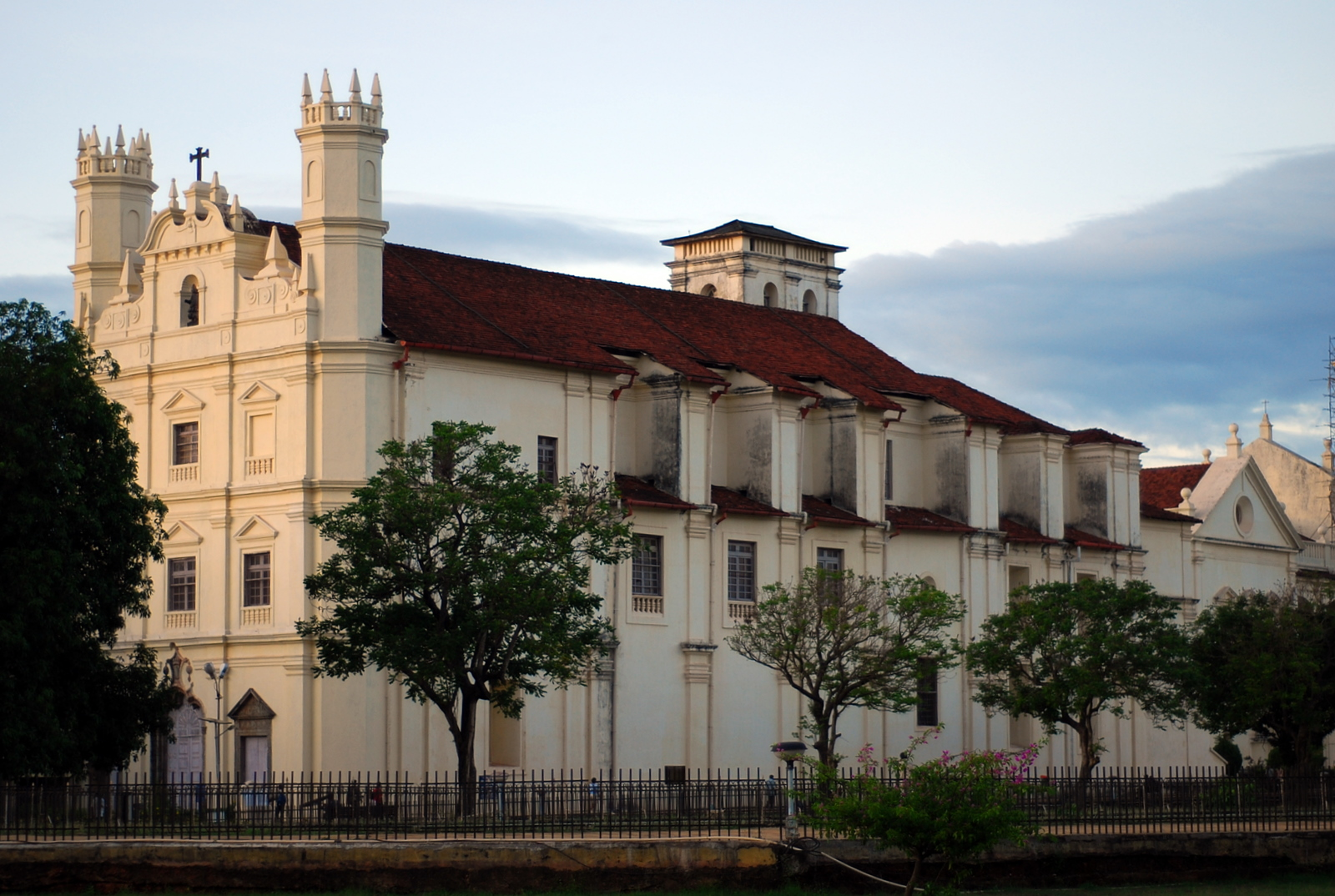
Церковь Св. Франциска Ассизского

Церковь Св. Франциска Ассизского была воздвигнута в 1521 монахами-францисканцами и широко известна среди католиков. Выполнена в португальском стиле мануэлино, который возник во времена правления короля дона Мануэля (1469—1521). Арка в форме трилистника и с лепными украшениями изображает морскую снасть, дополненную цветочным орнаментом посередине и португальской национальной эмблемой в виде короны. Стены покрыты фресками с растительным орнаментом, характерной для индийской архитектуры. На главном алтаре изображены распятый Иисус Христос, четыре Евангелиста, Святой Франциск и Богоматерь с Младенцем на руках.